# FSFAB Cadre-45/2-Weltmeisterschaft 1908/2

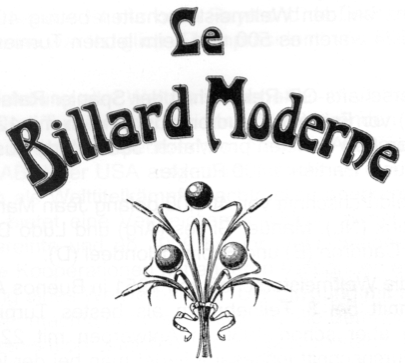
Emblem der FSFAB

Veranstaltungsort: New York City

Die FSFAB Weltmeisterschaften im Cadre 35/2 und 45/2 1908/2 war die 4. Cadre 45/2 Weltmeisterschaft der Amateure der FSFAB. Das Turnier fand vom 28. April bis zum 7. Mai 1908 in New York City in den Vereinigten Staaten statt. Parallel zu denen der FSFAB wurden auch Weltmeisterschaften der Fédération Française de Billard (FFB) ausgetragen.

## Geschichte
Das Turnier wurde auf dem Matchbillard mit 45 cm Abstrich der Cadrefelder ausgetragen. Damit war es vierte Cadre 45/2 Weltmeisterschaft. Sieger wurde der Amerikaner Calvin Demarest. Nach Abschluss des Hauptturniers gab es für die punktgleichen Spieler Rérolle und Conklin mit 4:4 und Gardner und Poggenburg 2:6 Matchpunkten (MP) Platzierungsspiele. Diese Weltmeisterschaft kam durch die Kooperation der FSFAB und National Association of Amateur Billard Players zustande. Calvin Demarest wechselte nach dem Turnier zu den Professionals über.

## Turniermodus
Das ganze Turnier wurde im Round Robin System bis 400 Punkte gespielt.
1. MP = Matchpunkte
2. GD = Generaldurchschnitt
3. HS = Höchstserie

## Platzierungsspiele
| Platz | Name    | MP  | Punkte | Aufn. | ED    | HS | Platz | Name       | MP  | Punkte | Aufn. | ED    | HS |
| ----- | ------- | --- | ------ | ----- | ----- | -- | ----- | ---------- | --- | ------ | ----- | ----- | -- |
| 2     | Rérolle | 2:0 | 400    | 25    | 16,00 | 91 | 3     | Conklin    | 0:2 | 341    | 24    | 14,20 | 43 |
| Platz | Name    | MP  | Punkte | Aufn. | ED    | HS | Platz | Name       | MP  | Punkte | Aufn. | ED    | HS |
| 4     | Gardner | 2:0 | 400    | 37    | 10,81 | 83 | 5     | Poggenburg | 0:2 | 256    | 36    | 7,11  | 69 |

## Abschlusstabelle
| MP    | Match Points (Sieger = 2; Unentschieden = 1; Verlierer = 0) |
| Pkte. | Erzielte Karambolagen                                       |
| Aufn. | Benötigte Versuche                                          |
| GD    | Generaldurchschnitt                                         |
| BED   | Bester Einzeldurchschnitt eines Spielers                    |
| HS    | Höchstserie                                                 |
|       | Bester GD des Turniers                                      |
|       | Bester ED des Turniers                                      |
|       | Beste HS des Turniers                                       |
|       | 1. Platz (Gold)                                             |
|       | 2. Platz (Silber)                                           |
|       | 3. Platz (Bronze)                                           |

| Platz | Name                      | MP  | GD    | BED   | HS  |
| ----- | ------------------------- | --- | ----- | ----- | --- |
| 1     | Calvin Demarest           | 8:0 | 20,00 | 28,57 | 151 |
| 2     | Lucien Rérolle            | 6:4 | 13,94 | 16,00 | 103 |
| 3     | Charles Frederick Conklin | 4:6 | 10,67 | 13,79 | 59  |
| 4     | Edward Gardner            | 4:6 | 9,02  | 10,81 | 83  |
| 5     | J. Ferdinand Poggenburg   | 2:8 | 8,95  | 11,76 | 69  |